# Ганиев, Сарвар Султан оглы
Сарвар Султан оглы Ганиев (5 августа 1937 — 5 сентября 2010) — российский и советский музыкант, скрипач, дирижёр, профессор. Народный артист Азербайджанской ССР (1982).

## Биография
Сарвар Ганиев родился 5 августа 1937 года в городе Баку. Поступил в музыкальную школу при Азербайджанской государственной консерватории имени Узеира Гаджибекова по классу скрипки. По окончании десятилетней музыкальной школы при консерватории он успешно поступил в Московскую государственную консерваторию имени Чайковского, в класс Цыганова. Завершив обучение в аспирантуре в Москве вернулся в Баку, где стал работать в Азербайджанской государственной консерватории имени Узеира Гаджибекова, в дальнейшем стал заведующим кафедрой струнного отдела консерватории. Профессор Ганиев являлся первой скрипкой Азербайджанского государственного струнного квартета, а также солистом Азербайджанской государственной филармонии имени М. Магомаева и Москонцерта, ежегодно принимал участие в ста и более концертах.
С 1971 по 1979 годы работал в Каире в консерватории был заведующим кафедрой струнных инструментов. Создатель струнной кафедры в Египте. После возвращения в Баку продолжил работать в Азербайджанской государственной консерватории. В 1991 году переехал на постоянное место жительство в Турцию. Являлся основоположником Билкентского симфонического оркестра, работал заведующим кафедрой струнного отдела музыкального факультета Билкентского университета, являлся художественным руководителем и дирижером камерного и симфонического оркестра данного университета.
За заслуги в области музыкального искусства в 1967 году был удостоен почетного звания Заслуженный артист Азербайджанской ССР, а в 1982 году – Народный артист Азербайджанской ССР. В 2007 году был награжден орденом «Слава».
Проживал в Анкаре. Умер 5 сентября 2010 года.

## Награды
- Орден «Знак Почёта»,
- Орден «Слава» (2007),
- Народный артист Азербайджанской ССР (1982),
- Заслуженный артист Азербайджанской ССР (1967).

## Ссылка
- Интервью Сарвара Ганиева